# Phare de Buffalo Main
Le phare de Buffalo Main (en anglais : Buffalo Main Light), est un phare actif situé dans l'embouchure de la rivière Buffalo à Buffalo sur le Lac Érié, dans le Comté d'Érié (État de New York).
Il est inscrit au Registre national des lieux historiques depuis le 19 juillet 1984 .

## Histoire
Le phare a été établi et allumé en 1833 et désactivé en 1914. Les fondations sont en pierre et le phare est en calcaire et la lanterne en fonte. C'est le plus ancien sur son emplacement d'origine dans la ville de Buffalo. Il a remplacé le feu original de 1818 sur ce site, le long de la rive du lac Érié, à l'embouchure de la rivière Buffalo. La lentille installée en 1857 était une lentille de Fresnel de troisième ordre. La lentille a ensuite été retirée pour être exposée au Buffalo History Museum (en).
Le phare a été remis en service en 1987 à titre privé. Actuellement, il fait partie d'un musée en plein air situé sur le terrain de la station de la United States Coast Guard. En 2010, la Garde côtière cédé une partie de la propriété et le membre du Congrès Brian Higgins a obtenu plus de 6 millions de dollars pour reconfigurer la station de la Garde côtière afin de permettre au public d'accéder au phare. En avril 2011, la Erie Canal Harbour Development Corporation a approuvé une subvention de 170.700 dollars pour la réparation et la restauration du phare en prévision des tournées publiques. Les travaux ont été achevés en août 2011.

## Description
Le phare  est une tour octogonale en pierre avec une galerie et une lanterne de 18,5 m de haut. La tour est non peinte et la lanterne est noire. Il émet, à une hauteur focale de 22 m, un éclat blanc continu. Sa portée n'est pas connue.
Identifiant : ARLHS : USA-090 .

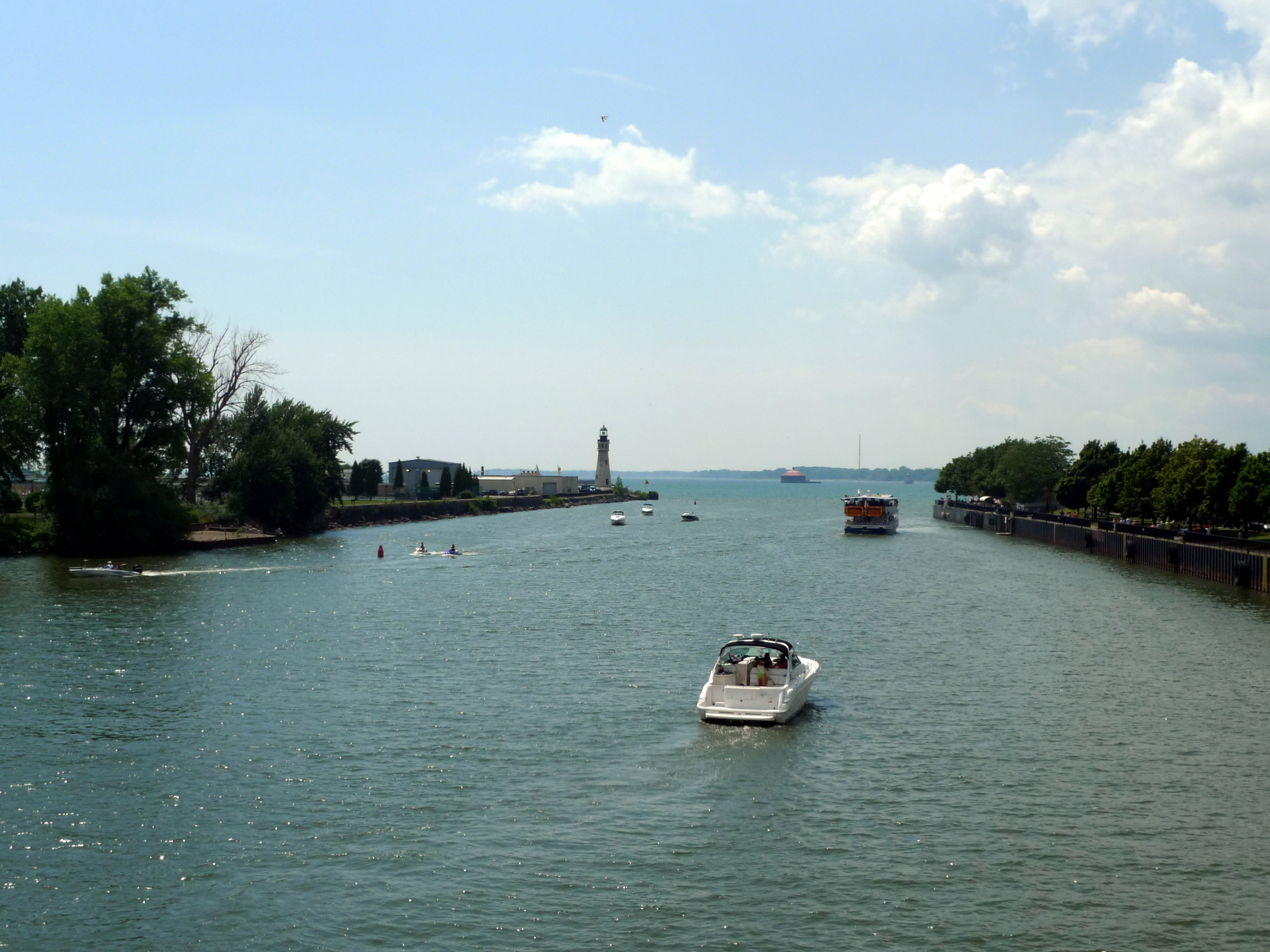
Rivière Buffalo
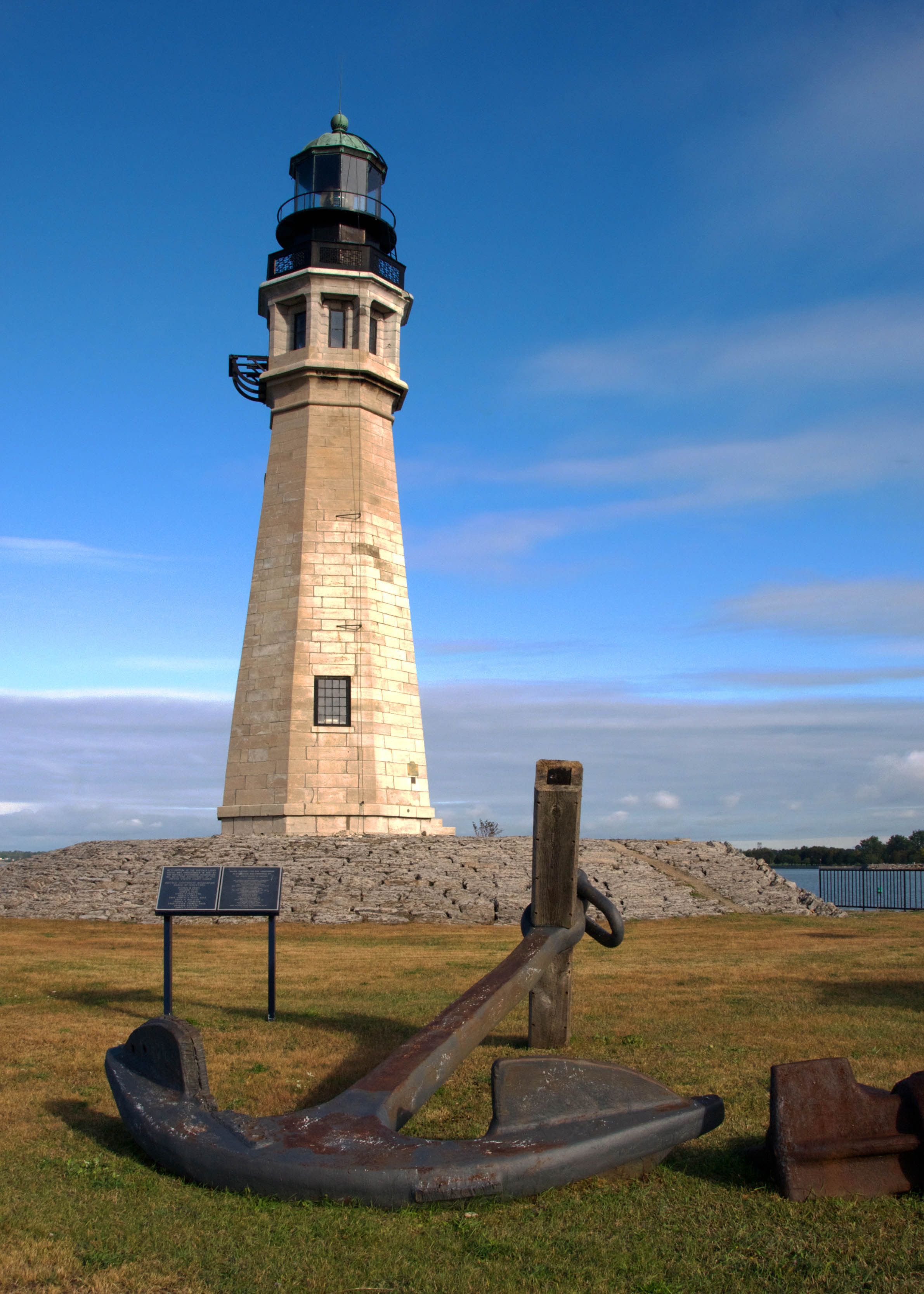
Le phare (actuellement)

### Lien connexe
- Liste des phares de l'État de New York